# Seznam slovenskih judoistov
Seznam slovenskih judoistov.

## A
- Klara Apotekar
- Aljaž Artač

## B
- Peter Bevc
- Gal Blažič
- Rudolf Blažič
- Iztok Blažič
- Boris Blažič
- Jan Blažič
- Vlora Beđeti
- Gregor Brod
- Tjaša Brumen

## C
- Matjaž Ceraj
- Štefan Cuk
- Drago Cvetko

## Č
- Kaja Čeh
- Tadej Čeh

## D
- Aleš Debeljak
- Matej Dimovski
- Ema Dobrin
- Baldomir Dragič
- Vito Dragič
- Rok Drakšič

## Đ
- Vesna Đukić

## E
- Luka Ekart

## F
- Marjan Fabjan
- Mark Faflja
- Klemen Ferjan
- Primož Ferjan
- Milan-Pavao Foraner

## G
- Adrian Gomboc
- Niko Gorjan
- Žiga Grdadolnik
- Rihard Grobelnik

## H
- Ana Heberle
- Nace Herkovič
- Marjan Hlastec
- Martin Hojak

## I
- Živa Istenič

## J
- Juš Mecilošek
- Mitja Jenuš
- Andraž Jereb
- Milan Jereb
- Sašo Jereb
- Tadej Juhart

## K
- Kaja Kajzer
- Anja Kaučič
- Miha Kitek
  - Karel Klinc?
- Jože Kopitar
- Nika Koren
- Jože Krajnc
- Metka Kučan
- Nejc Kučan
- Nejc Kugler
- Tina Kukec
- Robert Kukovec

## L
- Narsej Lackovič
- Jure Lampe ml./junior
- Nuša Lampe
- Marjan Lavrič
- Anton Leskovar
- Filip Leščak
- Andreja Leški
- Metka Lobnik

## M
- Alen Mahmutović
- Marjan Maček
- Enej Marinič
- Marcel Medved
- Stane Mejač
- Ljudmila Merčnik
- Sandi Miklavžina
- Branka Mirjanić
- Damjan Mišmaš
- Greg Mirt
- Jože Mohar
- Simon Mohorovič
- Lea Murko

## N
- Petra Nareks
- Grega Novak

## O
- Franc Očko
- Katja Oder
- Jože Orličnik

## P
- Nives Perc
- Damjan Petek
- Ivan-Ivo Petrovič
- Franc Pliberšek
- Anka Pogačnik
- Lucija Polavder
- Urška Potočnik
- Hana Prelog
- Ladislav Prepelič
- Marko Prodan
- Roman Pugelj
- Slavko Puljič

## R
- Luka Ravnič
- Slavko Rebernak
- Ivo Reya
- Boris Rudaš
- Danijel Rus
- Denis Rus

## S
- Kaja Schuster
- Jože Sebanc
- Aljaž Sedej
- Urša Sedej
- Mirko Simončič
- Ivan Sirola
- Božo Skela
- Julija Slatinšek
- Igor Spasojević
- Raša Sraka
- Dušan Svilar

## Š
- Jožef Šimenko
- Blaž Škof
- Jože Škraba
- Anton Škripač
- Anja Štangar
- Maruša Štangar
- David Štarkel
- Zdenka Štern
- Sergij Štoka
- Hanna Štor
- Hana Štraus
- Peter Šubic (st./ml.)

## T
- Ivan-Ivo Tajnšek
- Martin Teršak
- Nika Tomc
- Stanko Topolčnik
- Tomaž Topolčnik
- Matjaž Trbovc
- Tina Trstenjak

## U
- Maja Uršič
- Neža Uršič
- Franc Usar

## V
- Natalija Varga
- Anamari Velenšek
- Domen Vidmar
- Janez Vidmajer
- Živa Vilfan
- Tilen Vodeb
- Patrik Vojsk
- Niko Vrabl
- Blaž Vrankar
- Žiga Vuzem

## Ž
- Mihael Žgank
- Urška Žolnir
- Stojan Železnik